# Isdromas granulatus
Isdromas granulatus är en stekelart som beskrevs av Ian D. Gauld 1984. Isdromas granulatus ingår i släktet Isdromas och familjen brokparasitsteklar. Inga underarter finns listade i Catalogue of Life.